# وزارة الكهرباء (العراق)
وزارة الكهرباء في جمهورية العراق هي الجهة مسؤولة عن كل من السياسات وإمدادات الكهرباء في جميع أنحاء البلاد. بالإضافة إلى الإشراف على الوظائف التشغيلية (توليد الطاقة ونقلها، وإيفاد الحمل والتوزيع).

## تاريخها
تأسست هيئة الكهرباء سنة 1999 بعد أن كانت دوائر الكهرباء مرتبطة بوزارة الصناعة والمعادن، وكان مدير هيئة الكهرباء بدرجة وزير. كان سحبان فيصل محجوب آخر مدير لهيئة الكهرباء في عهد صدام حسين.
وبعد احتلال العراق في سنة 2003 وتأسيس مجلس الحكم، تأسست وزارة الكهرباء.

## تشكيلات الوزارة
تتكون وزارة الكهرباء من عدة شركات للإنتاج والتوزيع والنقل واسناد

### شركات الإنتاج
- الشركة العامة لانتاج الطاقة الكهربائية الشمالية
- الشركة العامة لانتاج الطاقة الكهربائية الجنوبية
- الشركة العامة لانتاج الطاقة الكهربائية الوسطى
- الشركة العامة لانتاج الطاقة الكهربائية الفرات الأوسط

### شركات النقل
- الشركة العامة لنقل الطاقة الكهربائية - الشمال
- الشركة العامة لنقل الطاقة الكهربائية -الجنوب
- الشركة العامة لنقل الطاقة الكهربائية - الوسط
- الشركة العامة لنقل الطاقة الكهربائية - الفرات الاعلى والأوسط

### شركات التوزيع
- الشركة العامة لتوزيع كهرباء بغداد
- الشركة العامة لتوزيع كهرباء الوسط
- الشركة العامة لتوزيع كهرباء الجنوب
- الشركة العامة لتوزيع كهرباء الشمال
- الشركة العامة لتوزيع كهرباء الفرات الاوسط

### تشكيلات الساندة
- دائرة التشغيل والتحكم
- دائرة التدريب وبحوث الطاقة
- الشركة العامة لفحص وتاهيل المنظومات الكهربائية

## قائمة وزراء الكهرباء[2]
| التسلسل           | الاسم                                            | الصورة     | بداية المنصب        | نهاية المنصب                    | رئيس الوزراء       | الرئيس                  |
| ----------------- | ------------------------------------------------ | ---------- | ------------------- | ------------------------------- | ------------------ | ----------------------- |
| 0                 | ؟ (مدير هيئة الكهرباء بدرجة وزير)                |            | 1999                | 2000                            | صدام حسين          | صدام حسين               |
| 0                 | سحبان فيصل محجوب (مدير هيئة الكهرباء بدرجة وزير) |            | 2000                | 9 نيسان 2003                    | صدام حسين          | صدام حسين               |
| 1                 | أيهم السامرائي                                   |            | 9 أيلول 2003        | 12 أيار 2005                    | مجلس الحكم         | سلطات الاحتلال الأمريكي |
| 1                 | أيهم السامرائي                                   | إياد علاوي | 9 أيلول 2003        | 12 أيار 2005                    | غازي الياور        |                         |
| 2                 | محسن شلاش                                        |            | 13 أيار 2005        | 18 أيار 2006                    | إبراهيم الجعفري    | جلال طالباني            |
| 3                 | كريم وحيد                                        |            | 19 أيار 2006        | 21 حزيران 2010                  | نوري المالكي       | جلال طالباني            |
| 4                 | حسين الشهرستاني (بالوكالة)                       |            | 22 حزيران 2010      | 13 شباط 2011                    | نوري المالكي       | جلال طالباني            |
| 5                 | رعد شلال العاني                                  |            | 14 شباط 2011        | 21 آب 2011                      | نوري المالكي       | جلال طالباني            |
| 6 (للمرة الثانية) | حسين الشهرستاني (بالوكالة)                       |            | 22 آب 2011          | 10 تشرين الأول 2011             | نوري المالكي       | جلال طالباني            |
| 7                 | كريم عفتان الجميلي                               |            | 11 تشرين الأول 2011 | 9 أيلول 2014                    | نوري المالكي       | جلال طالباني            |
| 8                 | قاسم الفهداوي                                    |            | 10 أيلول 2014       | 24 تشرين الأول 2018             | حيدر العبادي       | فؤاد معصوم              |
| 9                 | لؤي الخطيب                                       |            | 24 تشرين الأول 2018 | 10 تشرين الأول 2019             | عادل عبد المهدي    | برهم صالح               |
| 10                | ماجد مهدي حنتوش علي                              |            | 7 آيار 2020         | 5 تموز 2021 (استقال من المنصب). | مصطفى الكاظمي      | برهم صالح               |
| 11                | زياد علي فاضل                                    |            | 27 أكتوبر 2022      | حتى الان                        | محمد شياع السوداني | عبد اللطيف رشيد         |

## روابط خارجية
- الموقع الرسمي